# 格倫德爾P30半自動手槍
格倫德爾P30（英語：Grendel P30）是一款由喬治·凱爾格倫（George Kellgren）所設計、格倫德爾（Grendel）所生產的半自動手槍，發射.22溫徹斯特麥格農手枪子彈。

## 概述
該手槍是由喬治·凱爾格倫（英語：George Kellgren），使用30發可拆卸式尼龙彈匣，並且提供了5英吋（127毫米）或8英吋（203.2毫米）的槍管。該手槍亦有著其卡賓槍版本（命名為R31）。該手槍於1990年至1994年期間生產。
P30採用了直接後座作用的槍機，加上膛室內部的凹槽，便大大減少了抽殼時彈殼和槍膛之間的摩擦力。

## 資料來源
- Michalowski, Kevin. . Iola, Wis.: KP Books. 2004. ISBN 087349931X.

## 外部連結
- （英文）—The Firearm Blog.com—Grendel .22 WMR firearms （页面存档备份，存于）